# Whatzupwitu
Whatzupwitu – singel Eddiego Murphy'ego i Michaela Jacksona z albumu Love's Alright. Do utworu nakręcono teledysk zainspirowany przez okładkę albumu (Zobacz okładkę). Wcześniej Murphy wystąpił w teledysku Jacksona - Remember the Time.

## Lista utworów
CD maxi single (Netherlands)
1. "Whatzupwitu" (Album version) - 3:21
2. "Whatzupwitu" (Instrumental version) - 3:21
3. "I Was a King" (Radio Edit) - 4:05

12" promo (US)
- A1. Whatzupwitu (Klub Mix Full) - 7:21
- A2. Whatzupwitu (Klub Mix Edit) - 3:52
- A3. Whatzupwitu (Hip Hop Remix) - 4:47
- B1. Whatzupwitu (Eclipse Mix) - 6:30
- B2. Whatzupwitu (LP Version) - 3:21
- B3. Whatzupwitu (Klub Mix Dub) - 6:34

12" single (US)
- A. Whatzupwitu (Klub Full Mix) - 7:12
- B1. Whatzupwitu (Klub Mix Edit) - 3:52
- B2. Whatzupwitu (Hip Hop Remix Edit) - 3:47

CD promo (US)
1. Whatzupwitu (Klub Mix Edit) - 3:52
2. Whatzupwitu (Hip Hop Remix Edit) - 3:47
3. Whatzupwitu (Klub Mix Full) - 7:21
4. Whatzupwitu (Eclipse Mix) - 6:30
5. Whatzupwitu (Hip Hop Remix) - 4:47
6. Whatzupwitu (LP Version) - 3:21

CD single (France)
1. Whatzupwitu - 3:21
2. Whatzupwitu (Instrumental) - 3:19

## Notowania
| Lista (1993)                         | Najwyższa pozycja |
| ------------------------------------ | ----------------- |
| Dutch Singles Chart                  | 50                |
| French Singles Chart                 | 36                |
| U.S. Billboard Hot R&B/Hip-Hop Songs | 75                |